# جاك سميث (لاعب كرة قاعدة)
جاك سميث (بالإنجليزية: Jack Smith)‏ هو لاعب كرة قاعدة أمريكي، ولد في 23 يونيو 1895 في شيكاغو في الولايات المتحدة، وتوفي في 2 مايو 1972 في وست تشتر في الولايات المتحدة.